# Solomon Mutai
Munyo Solomon Mutai (né le 22 octobre 1992 à Bukwo) est un athlète ougandais, spécialiste du marathon.
Il court en 2 h 07 min 41 s, record personnel, le 22 octobre 2023 lors du marathon de Venice et remporte la médaille de bronze lors des Championnats du monde à Pékin.

## Palmarès
| Date | Compétition           | Lieu           | Résultat | Épreuve  | Performance     |
| ---- | --------------------- | -------------- | -------- | -------- | --------------- |
| 2014 | Jeux du Commonwealth  | Glasgow        | 4e       | Marathon | 2 h 12 min 26 s |
| 2015 | Championnats du monde | Pékin          | 3e       | Marathon | 2 h 13 min 29 s |
| 2016 | Jeux olympiques       | Rio de Janeiro | 8e       | Marathon | 2 h 11 min 49 s |
| 2018 | Jeux du Commonwealth  | Gold Coast     | 2e       | Marathon | 2 h 19 min 2 s  |

## Records
| Épreuve  | Performance     | Lieu   | Date            |
| -------- | --------------- | ------ | --------------- |
| Marathon | 2 h 07 min 41 s | Venise | 22 octobre 2023 |